# Parentalité positive

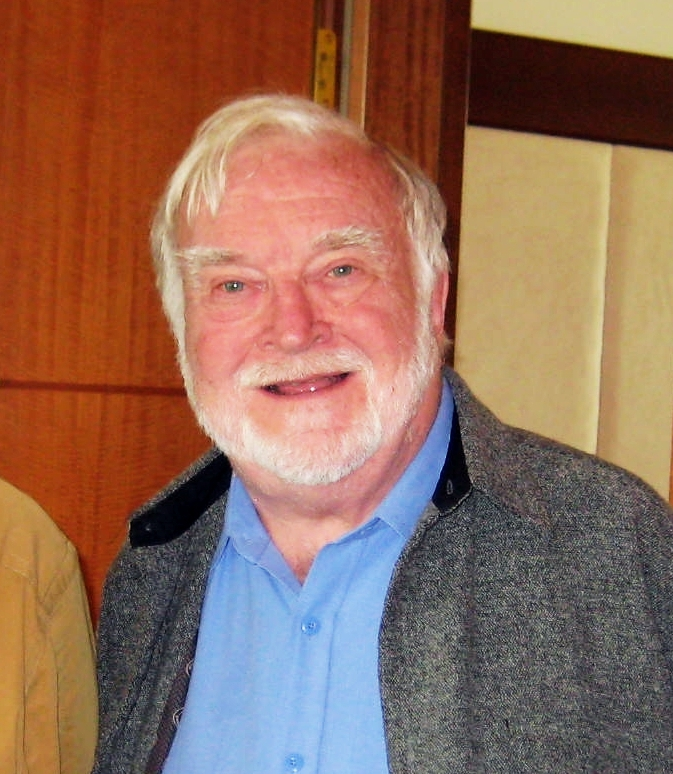
Mihály Csíkszentmihályi, en 2010 : l'un des fondateurs de la recherche sur le flow.

La parentalité positive, parfois aussi nommée discipline positive, éducation bienveillante, parentalité bienveillante ou éducation positive, est une approche éducative invitant les parents à se mettre à la place de leurs enfants afin de les comprendre davantage. Cette vision incite les parents à éduquer leurs enfants en les guidant au lieu de les contrôler. Les pratiques parentales positives encouragent la réparation et la coopération et rejettent les châtiments.
En France ce style est appelé le plus souvent éducation positive et bienveillante, il diffère du style d'origine (Etats-Unis, Australie) notamment par le rejet de toute sanction y compris non violente (time out, ignorance planifiée, retrait de privilège), ainsi que l'appui sur les neurosciences plutôt que sur une approche basée sur les preuves (psychologie scientifique).

## Historique

### Aux Etats-Unis
Elle est née du courant de psychologie positive, lancé en 1998, ciblant les émotions dites positives. Les fondements théoriques se trouvent dans les recherches sur la résilience de Martin Seligman et les recherches sur le flow de Mihály Csíkszentmihályi.
La psychologie positive vise à améliorer la qualité de vie de personnes sans troubles psychopathologiques particuliers : elle vise à aider les personnes à découvrir ou augmenter leur bonheur, leur résilience, leurs émotions positives comme l'amour ou la bienveillance.
Le mouvement a reçu immédiatement un grand retentissement médiatique et commercial - les programmes de coaching, les magazines sur les thèmes positifs et les programmes parentaux dits positifs se sont rapidement multipliés. Plusieurs livres de vulgarisation écrits par les psychologues-chercheurs du courant de psychologie positive sont rapidement devenus des best-sellers en France et ailleurs.

### En Australie
Le programme Triple P (positive parenting program) est créée en Australie en 2001 par le Pr. Matthew Sanders.

### En France
L'éducation positive et bienveillante en France est connue du grand public au travers des livres de trois auteures principales : Isabelle Filliozat, Catherine Gueguen, Heloise Junier.

#### La pensée d'Isabelle Filliozat

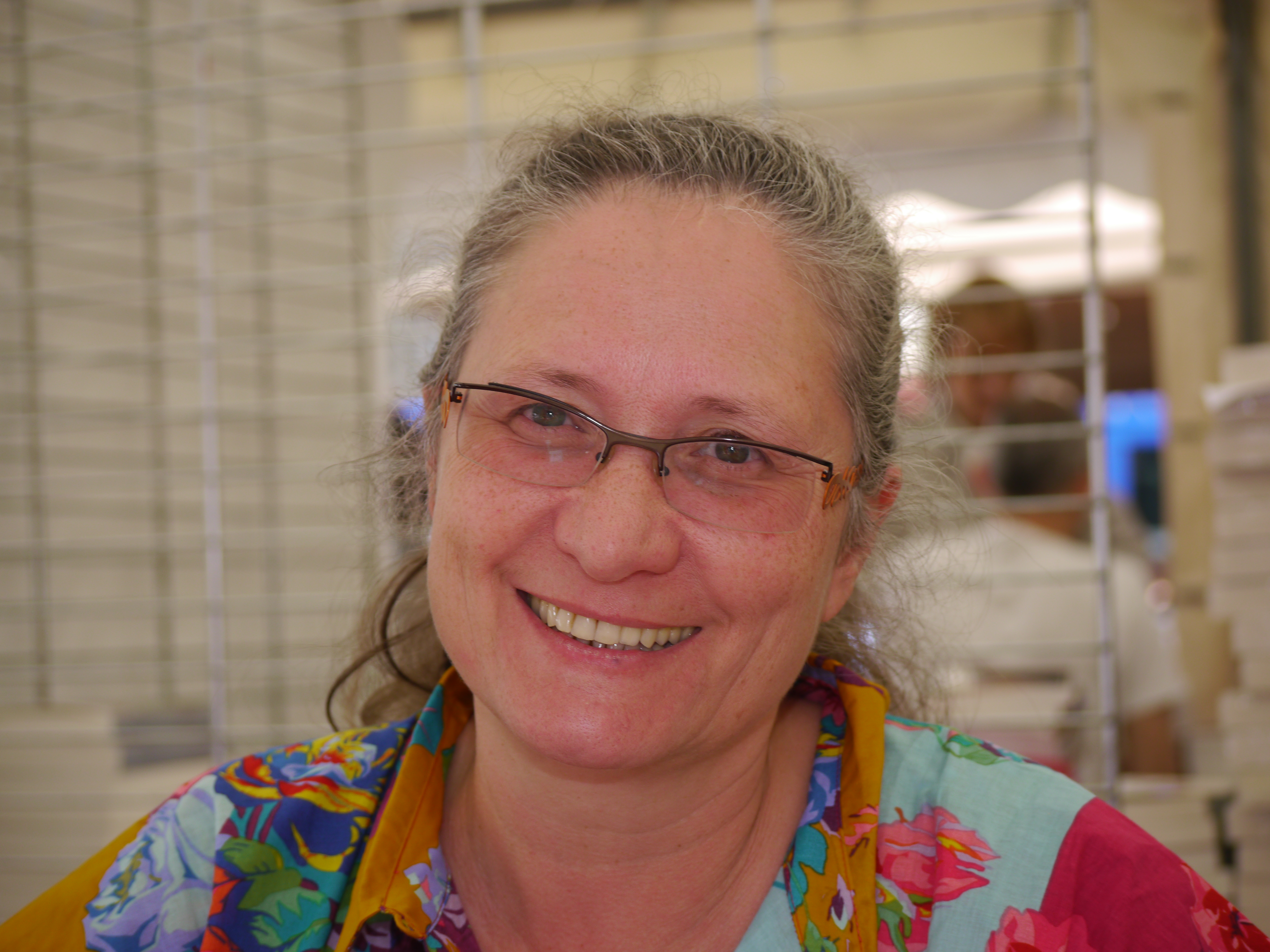
Isabelle Filliozat - Comédie du Livre 2011

Isabelle Filliozat s'intéresse au développement psycho-affectif de l'humain tel qu'il se construit progressivement à partir de son hérédité génétique dans un environnement familial, transgénérationnel et culturel. Elle crée le concept d'empathie intégrative et importe en France celui de parentalité positive, venu d'Outre Atlantique,,. Elle soutient que le cerveau de l'enfant traverse des étapes successives de construction et, dans ses premières années, ne dispose pas des outils mentaux qui lui permettraient de réguler ses impulsions et son anxiété. Un des rôles « positifs » du parent sera donc de recourir à l'empathie pour aider l'enfant à accueillir une émotion, à comprendre, verbaliser et se calmer, comme alternative à la violence éducative ordinaire.

#### L'apport des neurosciences par Catherine Gueguen
La pédiatre Catherine Gueguen, affectée à l'Institut hospitalier franco-britannique, formée à l’haptonomie et à la Communication Non Violente (CNV) a montré l'apport des travaux des neurosciences, sur les questions éducatives. Elle insiste sur l'importance de la bienveillance et d'empathie dans la relation éducative pour le développement équilibré de l'enfant.

## Grands principes
Le style parental positif ne fait pas l'objet d'une description ou définition unanime, mais ressemble au style parental directif observé par Baumrind. Il est décrit comme un soutien durable et un guidage parental à travers les stades de développement, une discipline sans châtiments corporels ni humiliants, basée sur le respect des enfants et la communication.
Plusieurs approches coexistent, avec des nuances, mais des grands principes communs sont souvent explicités,,,, :

### Accueillir les émotions de l'enfant, éviter les étiquettes et de prêter des intentions
Pour cela, les théoriciens cherchent à créer un cadre et des règles de vie qui assurent la sécurité et la santé physique, afin de favoriser estime de soi et respect des autres. Une éducation affective répondrait aux besoins émotionnels des enfants (besoins d'amour, d'affection, de sécurité émotionnelle). L'objectif est de reconnaître les enfants comme des personnes à part entière grâce à une écoute empathique, une responsabilisation. L'expression des émotions est favorisée.

### Privilégier les consignes positives, faire réfléchir l'enfant, encourager les bons comportements
L'objectif est de parvenir à une autonomisation progressive grâce à des libertés et des droits qui renforcent le sentiment personnel de capacité et de pouvoir des enfants.

### Préférer la réparation à la punition
Le but est de parvenir à une éducation non-violente qui exclut toutes les punitions, qu'elles soient corporelles ou psychologiquement humiliantes.

#### Différences entre éducation bienveillante et parentalité positive
|                             | l'éducation bienveillante décrite en France par Isabelle Filliozat, Catherine Gueguen, Héloise Junier | les programmes Triple P, Incredible Years, la méthode Kazdin                                         |
| --------------------------- | --- | --- |
| approche scientifique       | neurosciences                                                                                         | psychologie scientifique ou expérimentale                                                            |
| approche comportementaliste | renforcement uniquement positif                                                                       | encourager les comportements positifs sanctionner (de façon non violente) les comportements négatifs |
| lien aux sanctions          | aucune sanction                                                                                       | sanctions non violentes (time out, ignorance, retrait de privilège)                                  |

## Critiques

### Aux Etats-Unis
Malgré ce succès populaire, ce domaine d'étude fait l'objet de nombreuses polémiques au sein de la recherche et au sein de la communauté des psychologues et psychiatres,. Les spécialistes, telle que l'Association américaine de psychologie mettent en garde le grand public : malgré le caractère attractif de la psychologie positive et du concept de parentalité positive, les fondements théoriques de ces nouveaux concepts n'ont pas été discutés et étayés scientifiquement dans leurs détails.

### En France
De nombreux débats, questionnent cette notion, et parfois de nombreuses critiques s'élèvent pour dénoncer une mode au caractère lucratif, générant une forme de laxisme qui serait nocive pour les enfants. Le time out (qui est utilisé en "parentalité positive" de même que dans la méthode Kazdin comme une punition non violente) est ainsi cité comme indispensable et pourtant menacé par des directives européennes.
Le chercheur en sciences cognitives Franck Ramus résume les recherches à ce sujet.
Plusieurs professionnels de l'enfance, à l'instar de la psychoéducatrice Mélanie Bilodeau estiment qu'elle n'est pas assez sécurisante pour les enfants.
Les termes éducation positive "à la Française", "French touch de l'éducation positive", "éducation exclusivement positive", "éducation positive naïve", "éducation positive édulcorée que l'on voit en France" sont utilisés par Caroline Goldman, Didier Pleux, Franck Ramus, pour différencier l'éducation bienveillante (telle que pratiquée en France) de la parentalité positive anglo-saxonne.

#### Tribune collective
En octobre 2022, un collectif de 350 spécialistes de l'enfance critiquent ainsi ce qu'ils jugent être des excès de la parentalité "exclusivement" positive.

#### Béatrice Kammerer
En 2019, la journaliste Béatrice Kammerer publie L'éducation vraiment positive. Béatrice Kammerer alerte sur les difficultés de ce concept (initié et porté surtout par les mères, ce qui accroît leur fatigue), elle déconstruit les « neuromythes » comme l'existence du cerveau droit et du cerveau gauche. Elle établit que la parentalité positive est « moralement bonne mais de surcroît particulièrement bien adaptée aux attentes de notre société contemporaine », mais regrette qu'elle est souvent assénée de façon péremptoire au lieu de laisser les parents, notamment de « milieu populaire » faire leur propre chemin et expérience.

#### Patrick Ben Soussan
En 2019, le psychiatre Patrick Ben Soussan publie Comment survivre à ses enfants ? Ce que la parentalité positive ne vous a pas dit

##### Marie Chetrit
En 2021, l'autrice Marie Chetrit publie Education positive : une question d'équilibre ?

#### Caroline Goldman
En 2022 et 2023, la docteure en psychopathologie clinique Caroline Goldman, dénonce l'éducation positive à la Française (mais pas la parentalité positive anglo-saxonne). C'est une de ses cibles dans son ouvrage File dans ta chambre. Sa parole est relayée dans de nombreux médias,,,. Elle a critiqué les partisans de l’« éducation bienveillante », source selon elle de troubles du comportement,,. Elle s'est notamment attaquée à la psychothérapeute Isabelle Filliozat et à la pédiatre Catherine Gueguen, deux figures de l'éducation bienveillante.
Elle se déclare favorable au « time out », qui consiste à mettre à l’écart l’enfant pour un temps limité, s’il transgresse les règles familiales ou se rend insupportable. Selon elle, cela permet de ne pas tomber dans « l’écueil des cris, des coups, de la violence verbale et physique, de la rancœur, des débats répétitifs et agressifs qui prennent la place d’autres propositions relationnelles beaucoup plus fondamentales pour les enfants ».
Elle a aussi affirmé que certains parents se font « martyriser par leurs enfants ».

#### Emma
En septembre 2023, l’auteure Emma dénonce les effets pervers dans un chapitre de son ouvrage intitulé Des lignes et des cailloux » (Massot Éditions).

#### Didier Pleux
En 2023, le psychologue Didier Pleux publie L'éducation bienveillante, ça suffit.
Il y dénonce l'utilisation fallacieuse des neurosciences, l'extrapolation de certaines études, le renforcement négatif, l'usage immodéré de l'empathie. Il établit un lien avec les thèses de Françoise Dolto, avec la psychanalyse.
En 2022, une interview commune avec Catherine Gueguen pour Le Figaro oppose les deux points de vue. Didier Pleux qualifie la vision de Catherine Gueguen de "romantique".
En 2023, Didier Pleux débat avec Franck Ramus chercheur au CNRS en sciences cognitives. Il en ressort les principes suivants :
- l'autorité "en amont" plutôt que pas d'autorité
- la relation verticale entre parent et enfant, plutôt que l'horizontalité
- la capacité à affronter le réel, même quand il est déplaisant
- la frustration qui permet de créer un déséquilibre ou conflit cognitif, afin de stimuler la capacité d'adaptation de l'enfant.
- la sanction par le "time out" en cas de mauvais comportement, en dernier recours

Selon Didier Pleux et Franck Ramus, il faut imposer de la frustration à l'enfant pour qu'il puisse plus tard avoir du plaisir (ex: apprendre le solfège pour plus tard prendre du plaisir à jouer du piano). Selon lui l'écoute et l'empathie ne font que renforcer la recherche du plaisir immédiat, ce qui peut créer des comportements addictifs (voir striatum).
Franck Ramus précise que certains enfants sont plus difficiles que d'autres et que les parents ont besoin de méthodes plus efficaces que la "version édulcorée de l'éducation positive que l'on voit en France" ou que la psychanalyse, telles que le renforcement positif, pour les gérer sous peine d'être dépassés.

#### Utilisation abusive des neurosciences
Plusieurs psychologues comme Didier Pleux, Patrick Ben Soussan, Caroline Goldman dénoncent l'usage des neurosciences et les approximations utilisées notamment dans les livres de Catherine Gueguen.
Des études faites sur des rats stressés sont transposées à l’humain. D’autres, menées sur la maltraitance chronique, sont détournées pour dénoncer les effets d’actions parentales jugées violentes (VEO).
Certaines notions sont utilisées alors qu'elles ont été réfutées: cerveau « archaïque » et émotionnel.
L'ocytocine est utilisée pour justifier alors que son apport est largement nuancé. La chercheure Marie-José Freund Mercier invite à rester prudent quant à l'usage de cette hormone en psychologie.